# اویغورها

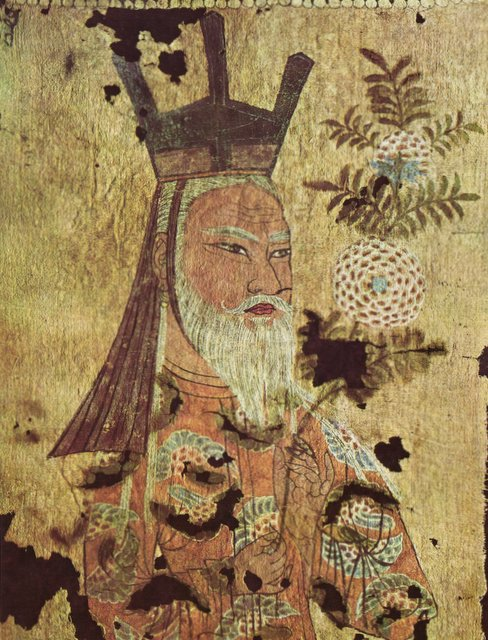
نگاره خاقان اویغور قرن هشتم میلادی

اویغورها (به زبان اویغوری: ئۇيغۇرلار) مردمی ترک‌تبار ساکن ایالت سین‌کیانگ یا تُرکستان شرقی در شمال غرب کشور چین هستند. بیشتر جمعیت اویغور‌های مهاجر، ساکن کشورهایی چون، قزاقستان، پاکستان، ترکیه، قرقیزستان و ازبکستان هستند. بیشتر اویغورها پیرو دین اسلام هستند، و به زبان اویغوری سخن می‌گویند.

## نام و ریشه

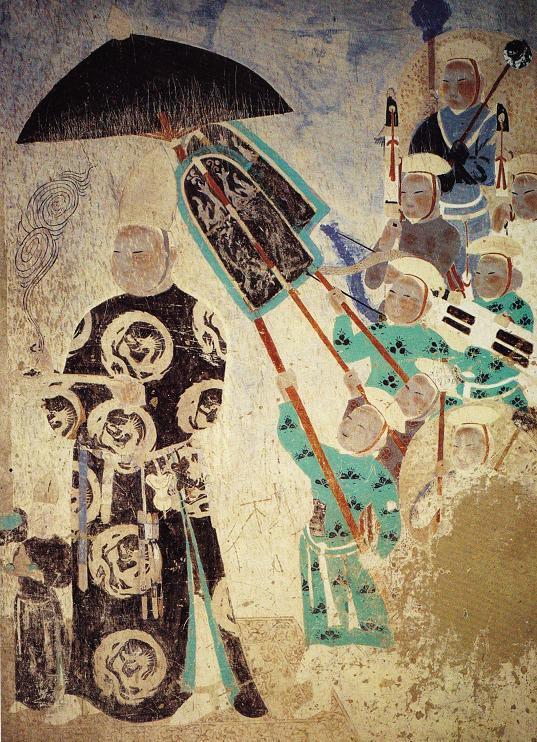
نگاره پادشاه اویغور

پیش از ورود روس‌ها به این منطقه، ساکنان حوضه تاریم به قوم مخصوص یا واحد سیاسی مشخصی تعلق نداشتند. مردم منطقهٔ کاشغر خود را کاشغری، مردم منطقه ختن خود را ختنی، و … می‌نامیدند و اگر در مورد هویت دیگری از آن‌ها پرسیده می‌شد خود را مسلمان می‌دانستند. آن‌ها برای اشاره به منطقهٔ بزرگ‌تر حوضه تاریم از عنوان آلتی‌شهر (شش‌شهر) یا یتی‌شهر (هفت‌شهر) استفاده می‌کردند که به‌شمار واحه‌های‌های این منطقه بیابانی اشاره دارد. اصطلاح اُویغور تا آن زمان تنها در کتاب‌های کمتر شناخته شده تاریخی به چشم می‌خورد و منظور از آن نیز تنها تورفان و هامی در سین‌کیانگ شرقی بود.
رشیدالدین فضل‌الله همدانی در جامع‌التواریخ می‌نویسد که واژه اویغور در زبان ترکی باستان به‌معنی «به‌هم پیوستن و کمک کردن» است. خان ترک، اغوز خان نُه پسر داشته که جمع آن‌ها را اویغور می‌گفتند. اویغورها یکی از سرشناس‌ترین ملل ترک هستند که فرهنگ و زبان آن‌ها پایه دیگر زبان‌های ترکی محسوب می‌شود و از نخستین ملل ترک‌زبان بوده‌اند که به دین اسلام گرویدند.
آنچه نویسندگان مسلمان دوره‌های بعد دربارهٔ اغوز خان و ۲۴ قبیلهٔ اوغوز نقل کرده‌اند، از تاریخ غازانی و به‌ویژه تاریخ آل‌سلجوق است که نویسنده آن، بلندپروازی‌های خیالی چنگیز خان را از تاریخ غازانی گرفته و فقط اغوز خان را به‌جای چنگیزخان نهاده‌ است. یک دانشمند ترک که در اثر این تحریف دچار اشتباه شده نظر داده‌ است که مجموعهٔ قوانین ترکان اوغوز، مبنای یاسای پرآوازه چنگیز خان را بجا گذارده‌است. همچنین تا سده ۱۹ میلادی بین ترکمانان دریای کاسپین، به‌عنوان جد قومشان، «اوزخان» (به جای اغوز خان) شناخته می‌شد.
دربارهٔ همبستگی‌های زبان‌شناسی و نژادشناسی اغوزها با دیگر اقوام ترک باورهای گوناگونی وجود دارد. در دائرةالمعارف اسلام دربارهٔ طوایف نه‌گانه اغوز، آمده: غز واژه عربی است که به قبیلهٔ ترکان اوغز گفته می‌شود. ظاهراً قوم بزرگی که در سده ششم میلادی همهٔ قبایل ساکن چین تا دریای سیاه را به‌صورت امپراتوری واحدی از صحرانشینان درآورد، بدین نام خوانده شده‌است. این قوم از طوایف گوناگونی پدید آمده بود که به خاطر اختلافات قومی و گستردگی اراضی با یکدیگر اختلاف بسیار داشته‌اند. مهم‌ترین این طوایف، طوایف نه‌گانه اغوز (تغز اوغز): اغوز، اویرات، آرلاد، جلایر، تاتار، قنقرات، قیات، کرائیت، و مغول بودند.

## تاریخ

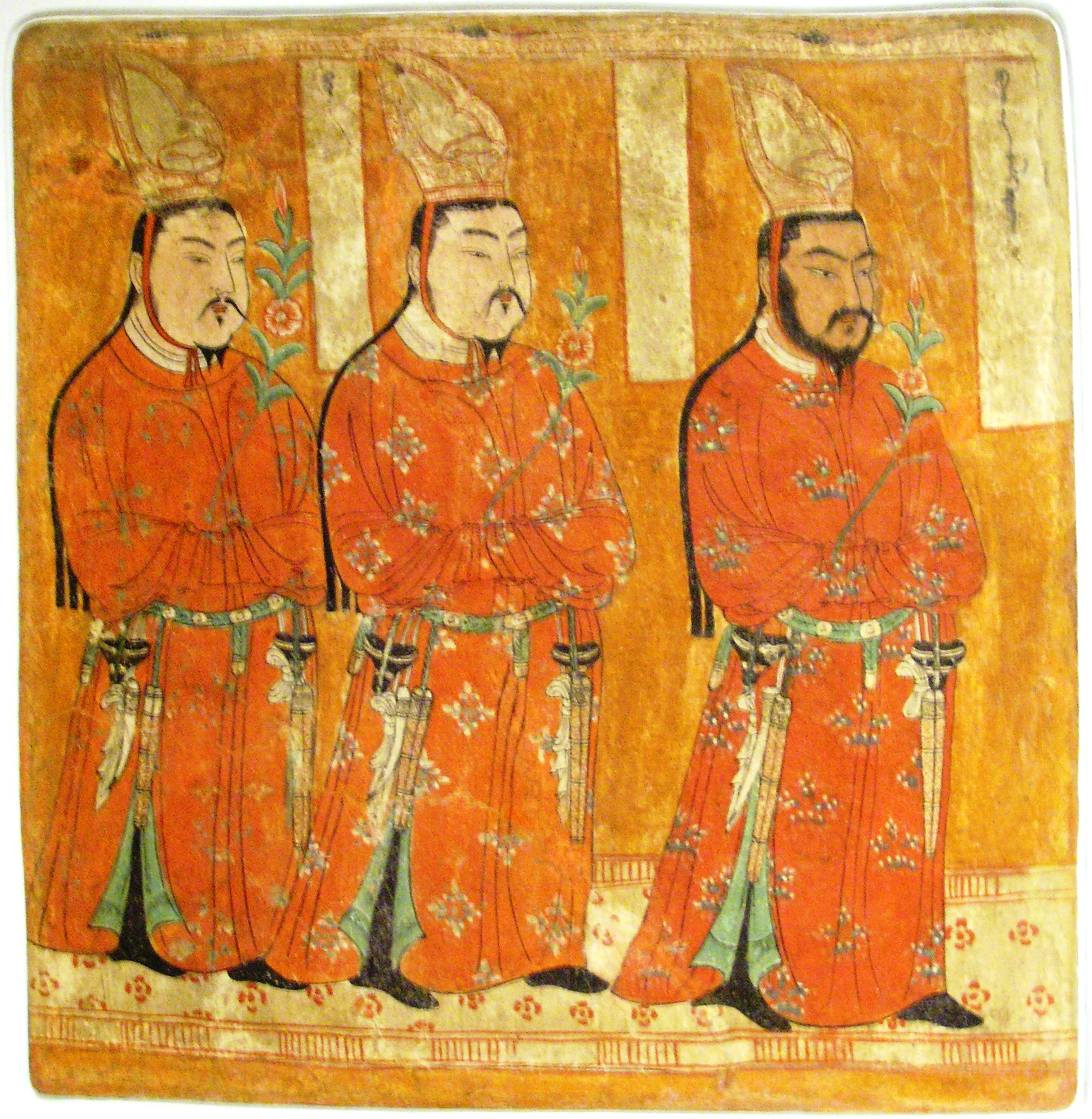
شاهزادگان اویغور

### دوران کهن
تاریخ اویغور به بیش از ۴۰۰۰ سال پیش، به دو قوم کشاورز و شکارچی، و سپس به زبان سغدی ایرانی در زمان هخامنشیان و اشکانیان بر می‌گردد. هنگامی‌که این منطقه بخشی از شاهنشاهی ایران بود. زبان سغدی یکی از زبان‌های ایرانی بود و از آنجا که سغدی‌ها بر سر راه جاده ابریشم اسکان داشتند زبان، فرهنگ، آداب و مهارت‌هایشان در مدیریت به‌سرعت، همراه با بازرگانانی که از چین و هند برای تجارت از این جاده عبور می‌کردند گسترش یافت. سغدی‌ها همراه با سُکاهای ایرانی که بعدها به آن‌ها پیوستند نقش مهمی در گسترش فرهنگ و تمدن ایران باستان داشتند. با فروپاشی ساسانیان و هجوم اعراب به ایران، ترکیب نژادی و فرهنگی منطقه سغدنشین که امروزه به عنوان سین کیانگ شناخته می‌شود، تغییر چندانی نکرد و زبان سغدی ایرانی همچنان برتری خود را نگه داشت.

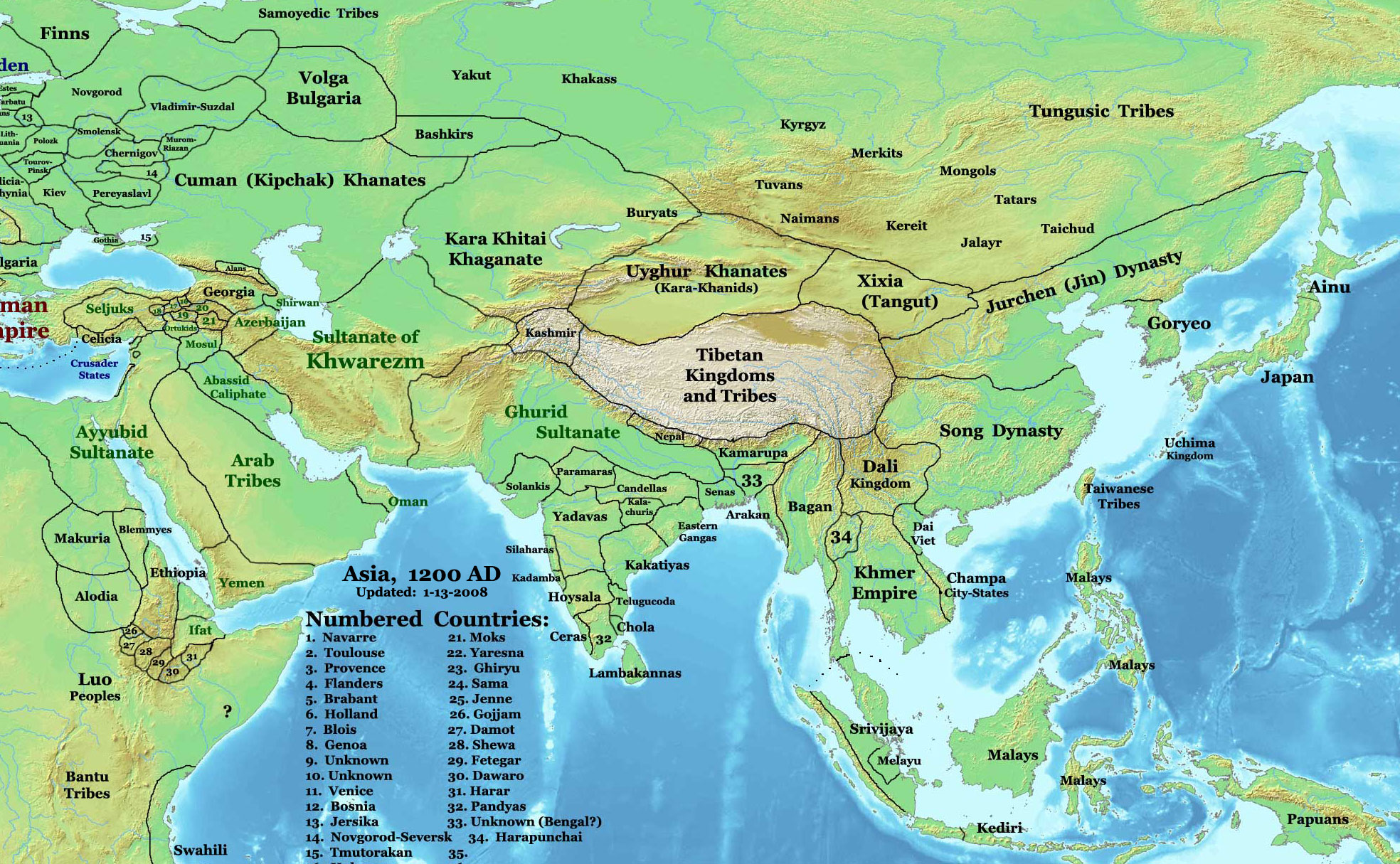
سرزمین اویغورها در حدود ۱۲۰۰ میلادی

### حمله اعراب
سعد بن ابی‌وقاص، یکی از فرماندهان سپاه صدر اسلام که تا داخل قلمرو چین پیش رفت، تنها پنجاه سال پس از مرگ محمد، دین اسلام را در این منطقه برپا کرد و با اسکان اعراب در این منطقه کوشید چهره نژادی آن را نیز عوض کند. اما مهاجرت گسترده ایرانیانی که از هجوم اعراب به این منطقه گریختند ترکیب نژادی آن را همچنان ایرانی/ سغدی نگه داشت.
در طی سال‌ها این اقوام در زمینه‌های سیاسی و اجتماعی چین پیشرفتی چشمگیری کردند و خانات محلی خودشان را تشکیل دادند. از اسلام گذشته، بسیاری از آداب و رسوم و اعتقادات ترک‌های آن منطقه همچنان ایرانی ماندند. از جمله آیین نوروز که مانند قرقیزها، ازبک‌ها، قزاق‌ها و تاتارهای چین، امروز در میان اویغورها هم جشن گرفته می‌شود. زبان اویغور هنوز آکنده از واژه‌های فارسی است.

### حمله مغول‌ها
اویغورها در رویارویی با لشکر بزرگ چنگیز خان در سال‌های ۱۲۰۶ تا ۱۲۲۷ داوطلبانه تسلیم شدند. پس از چنگیز، قوبلای خان بر این منطقه چیرگی یافت. اویغورها به دلیل فرهنگ برترشان، در دربار مغول به جایگاه بالایی رسیدند و در جنگ‌های آنان برای تسلط بر آسیای میانه نقش مهمی ایفا کردند. اما بنا به اسناد تاریخی، گروه‌های چشمگیری از مغول‌ها با سقوط خاقان مغولستان در سال‌های پس از ۸۴۰ میلادی به اویغورستان کوچ کردند و در میان ساکنان منطقه به ویژه از نظر نژادی حل شدند.

### حمله چین
پیشینه نفوذ چینی‌ها در ترکستان شرقی به دورهٔ باستان می‌رسد. در طول تاریخ، ترکستان بزرگ حکومت‌های مستقل خود را داشته و رابط چین با جهان اسلام در آسیای میانه بوده‌است. اویغورها بخش بزرگی از جاده ابریشم را در دست داشتند و از این راه ثروتمند و متمدن شده بودند. اقوام مهاجم قرقیز در سال ۲۱۹ خورشیدی خاقانات اویغورها را نابود کردند. در سده‌های معاصر در سال ۱۸۸۴ میلادی در دوره امپراتوری منچو، چینی‌ها ترکستان شرقی را تسخیر کردند و نام آن را به «سین‌کیانگ» تغییر دادند که در زبان چینی به‌معنی «مرز تازه» است.
چین در سده ۱۸ میلادی مغولستان را فتح کرد و اویغورستان را شین‌جیانگ نامید. گفته می‌شود در این حمله بیش از یک میلیون نفر کشته شدند و آنچه از آنان به جا مانده بود، در بازارهای فروش برده معامله شدند. دشمنی میان چینی‌ها و اویغورها از آن‌جا دامن زده شد و تا به امروز نیز ادامه دارد.
قیام سال ۱۸۶۴ اویغورها علیه دودمان چینگ، آن‌ها را از اویغورستان که حال نامش را کاشغریه گذاشه بودند بیرون راند. پادشاهی مستقل کاشغریه یا «یِدی شهر» (هفت شهر) به رهبری یعقوب بیگ، از سوی امپراتوری عثمانی، روسیه، و بریتانیا به رسمیت شناخته شد. اما دشمنی در اینجا پایان نیافت.
در جنبشی که یکی از ریشه‌های معاصر درگیری‌های امروز علیه اویغورها است، یعقوب بیگ علیه مسلمانان چین که مسلمانان حنفی کاشغریه آنها را شافعی می‌خواندند اعلام جهاد کرد. چین در این نبرد به سختی شکست خورد.
اما همانند خاورمیانه پس از جنگ جهانی اول، قدرت‌های جهان آن روز، بریتانیا و روسیه، در ادامه آنچه در تاریخ به نام «بازی بزرگ» شناخته می‌شود همه منطقه آسیای میانه را بدون توجه به ترکیب قومی، فرهنگی و سنتی آن به کشورهایی از جمله افغانستان، ازبکستان، تاجیکستان و… تقسیم کردند. رقابت شدید و بیشتر خونین میان روسیه و بریتانیا بر سر کنترل آسیای میانه که اصطلاحاً «بازی بزرگ» خوانده می‌شود، از میانه سده ۱۹ آغاز شد و تا اوایل سده بیستم ادامه یافت.

## ریشه‌های ایرانی اویغورها

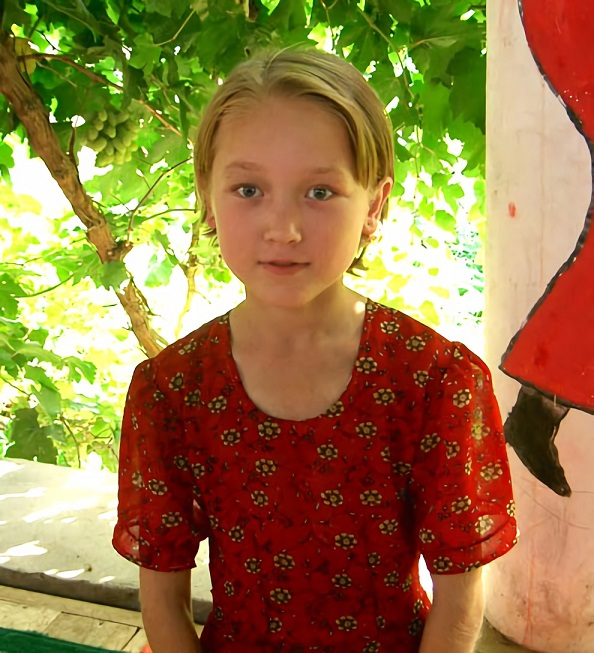
کودک اویغور با موهای طلایی و رنگ چشم‌های روشن که از ویژگی‌های مردم آریایی قدیم آن منطقه است

اسناد و مدارک تاریخی نشان می‌دهند که منطقه سین‌کیانگ پیش از سکونت مهاجران مغول و اقوام ترک، سرزمینی ایرانی بوده که اقوام و قبیله‌های ایرانی مانند سکاها و سغدها با گویش زبان‌های خاور ایران (زبان‌های ایرانی شرقی) در آن زندگی می‌کردند. در کتاب‌های تاریخی از حضور گروه‌هایی از اقوام آریایی در منطقه سین‌کیانگ نام برده شده‌است. برخی از آنان حکومت محلی نیز داشتند که رواج زبان سغدی از نشانه‌های پایدار فرهنگ ایران باستان در این سرزمین به‌شمار می‌آید. همچنین گذر جاده ابریشم از این منطقه سبب شده نژادهای گوناگون با فرهنگ‌های گوناگون در آن ساکن شوند و هم‌زیستی مسالمت‌آمیزی داشته باشند که گردهمایی فرهنگ‌های متنوع آسیایی بر غنای فرهنگی آن افزوده‌است. در این بین زبان و فرهنگ ایرانی به دلیل پیشینه طولانی و توسعه خود حرف اول را می‌زده‌است. در سال ۸۴۰ میلادی به دلیل قحطی و خشک‌سالی و بحران اجتماعی در مغولستان، بسیاری از مغول‌ها به سین‌کیانگ کوچ کردند. از آمیزش مهاجران و دیگر اقوام ترک با ساکنان بومی یعنی سکاها و آریایی‌ها نژاد تازه‌ای به وجود آمد که بعدها به اویغورها شناخته شدند. در اثر افزایش شمار مهاجران، جمعیت قبایل آریایی و ایرانی که به زبان‌های شرقی ایرانی صحبت می‌کردند کاهش یافت و به تدریج در جمعیت غالب، همگون‌سازی فرهنگی شدند.

## زندگی
منطقهٔ خودمختار و اویغورنشین سین‌کیانگ دارای منابع غنی گاز طبیعی و ذخایر معدنی است. همچنین این منطقه به مانند دروازهٔ تجارت و انرژی چین با آسیای میانه محسوب می‌شود.
اویغورها بیشتر شهرنشین هستند و به بازرگانی و پیشه‌وری مشغول‌اند. ایغورها پیش از تسلط چین به این منطقه، دولت مستقل خود را داشتند و در طول تاریخ چندین بار زمام مناطق پیرامون در مغولستان و آسیای میانه را به‌دست گرفتند. در سال‌های کنونی به دنبال پیشرفت اقتصادی در چین، این منطقه نیز دچار تغییرات اقتصادی و جمعیتی شده‌است. پایتخت و بزرگ‌ترین شهر اویغورستان، شهر اورومچی و کاشغر دومین شهر آن است. 

## فرهنگ
زبان ایغورها زبان اویغوری یا ترکی اویغوری و دینشان اسلام سنی است. زبان اویغوری‌ها تا اندازه‌ای تأثیر گرفته از زبان عربی و فارسی است. باور بر این است که بسیاری از اویغورها در گذشته، پیروان مانی بودند. همچنین اینکه آیین مانوی مدت‌ها دین حکومتی اویغورها بود.
پیش از اصطلاح اویغور، اصطلاح «ترکی» رایج بود که نزدیکی زبان اویغوری را با زبان ازبکی (که آن نیز امروزه جای اصطلاح «ترکی» را در ازبکستان گرفته)، بهتر نشان می‌داد. ملی‌گرایی نو در دههٔ ۱۳۰۰ خورشیدی عاملِ به عرصه درآمدنِ اصطلاح تاریخی اویغور شد.

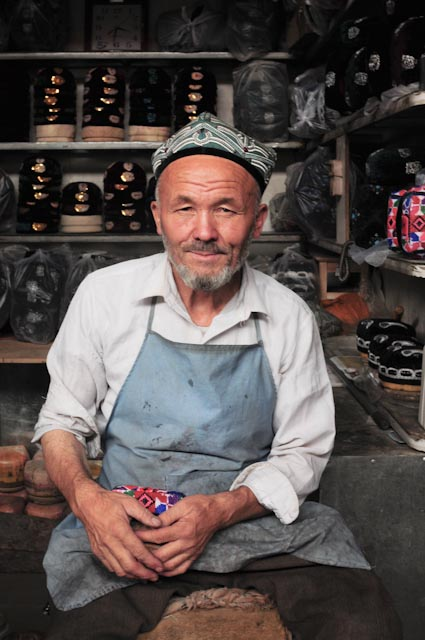
یک مرد اویغور در بازار کاشغر

## طومارهای تورفان
در بیابان گبی در آسیای میانه، چندین شهر در نتیجه طوفان شن، زیر شن رفته و مردم آن شهرها سرزمین خود را رها کرده و از آنجا رفتند و خانه‌های ایشان هم چنان در زیر شن ماندند. از اواخر سده ۱۹ میلادی برخی از مسافران متوجه شدند که گاهی کاغذپاره‌هایی با خطوطی بر آنها از زیر شن‌ها بیرون می‌آیند و بومیان برخی از آن‌ها را به جای شیشه در و پنجره بکار می‌برند. انجمن جغرافیایی سن پترزبورگ از سال ۱۸۹۳ تا ۱۸۹۵ در آنجا حفاری‌های علمی‌کرد و سه سال دکتر کلمنتز فرستاده آکادمی علوم روسیه دنباله کار را گرفت. سپس چند تن دیگر از دانشمندان روس در آنجا کار کردند. جایی که در آن حفاری کردند در شمال تورفان یعنی در جایگاه شهری است که در گذشته، به آن «کوشان» و مردم محلی به آن «خوچو» و مردم چین به آن «کائو چانگ» می‌گفتند.
پس از چندی دولت امپراتوری آلمان دسته‌ای از دانشمندان خود را سه بار پیاپی به آنجا فرستاد. در ۱۹۰۲ گروهی به ریاست «گرونودل» با اعانه فرهنگستان علوم مونیخ در سال ۱۹۰۴ گروه دیگری به ریاست «فن لو کوک» به سرپرستی فرهنگستان برلن و در ۱۹۰۵ گروه سومی به ریاست گرونودل و عضویت فن لو کوک به آنجا رفتند. سرانجام گروه دیگری از فرانسه به ریاست پول پلیو مأمور این کار شد و نتایج مهمتری به‌دست آمد. از آن جمله در غاری در «تون-هوانگ» یک جایگاه پنهانی کشف کردند و طومارهای خطی بسیار گرانبها در آن جا یافتند که اکنون در کتابخانه پاریس است.
در میان اسنادی که به‌دست آمده شماری نوشته‌های مانوی است که کارل زالمان دانشمند سرشناس روسی و "ف.و.ک. مولر دانشمند آلمانی نوشته‌های فارسی دری آن و رادلف عالم روسی و فن لو کوک عالم آلمانی نوشته‌های ترکی آن‌ها را با رنج فراوان خوانده‌اند. در میان نوشته‌های ترکی، کتابی دربارهٔ اعتراف به گناه در دین مانی هست که باستان‌شناس سرشناس مجار "سر اورل استاین" که بیشتر در هندوستان می‌زیسته به دست آورده و رادلف و فن لو کوک تدریجاً آن را خواند. این کتاب به «خواس توانیفت» شناخته می‌شود. در میان طومارهایی که در توئن هوانگ به‌دست آورده‌اند و مسافران اروپایی نتوانسته‌اند با خود ببرند و دولت چین آن‌ها را به پکن برده و در کتابخانه مخصوصی نگهداری می‌کند طومار بزرگ و تقریباً کاملی هست که شاوان و پلیو دانشمندان فرانسوی پی بردند که این طومار یکی از کتاب‌های مانوی است. آنها تفسیر آن را در مجله آسیایی پاریس منتشر کردند. اسناد دیگری به زبان پارسی باستان و سغدی و چینی است.

## جنبش استقلال‌خواهی
تاکنون تلاش چندین باره اویغورها برای استقلال از چین، بی‌نتیجه مانده‌است. دولت چین تلاش کرده آنها را تروریست بنامد.

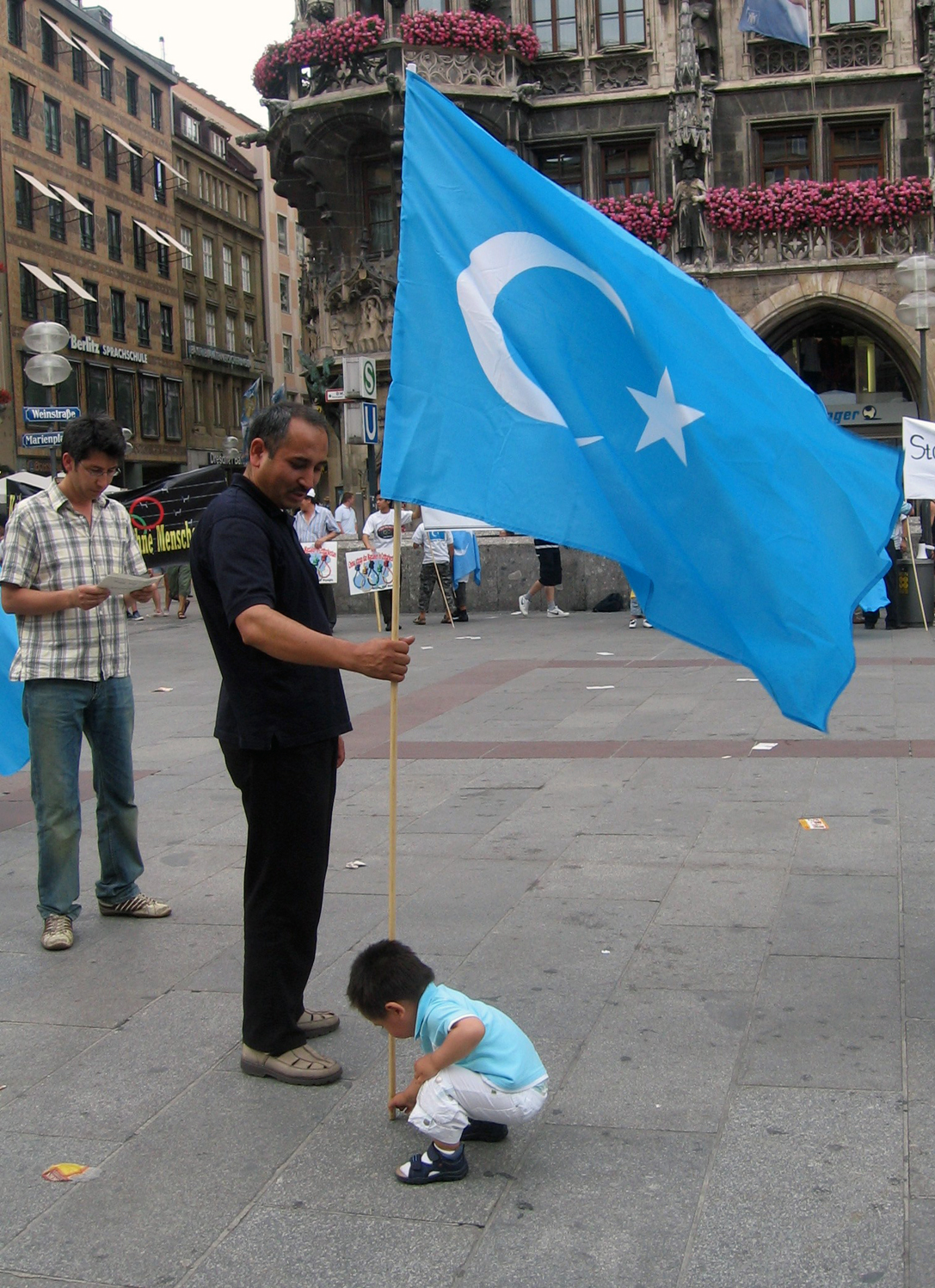
معترض اویغوری، در مونیخ، با پرچم ترکستان شرقی

اویغورها دوبار در سال‌های ۱۹۳۳ و ۱۹۴۴ با کمک ژوزف استالین موفق شدند استقلال خود را پس بگیرند و خود را «جمهوری یکم ترکستان شرقی» بنامند. اما چین، با استفاده از عِرق مذهبی مسلمانان خودش که آن‌ها هم اویغورها را کافر می‌پنداشتند استقلال جمهوری ترکستان شرقی را در هم کوبید.
دومین جمهوری مستقل ترکستان شرقی هم به همین سرنوشت دچار شد. با این تفاوت که این بار میان جامعه اویغور که بخشی طرفدار شوروی و بخشی هوادار ترکیه بودند اختلاف افتاد و در این اختلافات، این چین بود که کنترل منطقه اویغورنشین را در دست گرفت و از سال ۱۹۴۹ تا کنون با مشت آهنین بر آن حکومت کرده‌است.
حکومت مرکزی چین مدعی است دست نامرئی ترکیه و روسیه است که می‌خواهد بخشی از آنچه را چین متعلق به خودش می‌داند زیر نفوذ بگیردند. در مقابل، اویغورها با نگاهی به تمدن و گذشته و تفاوت‌های چشمگیری که میان شیوه زندگی، سنت‌ها و اعتقاداتشان با چین وجود دارد و این که چین از دید آنها دولتی است که در گذشته‌ای نه چندان دور قلمروشان را غصب کرده، ترجیح می‌دهند حتی در ازای مماشات با روسیه و ترکیه، خود را از زیر یوغ چین که در تلاش برای از میان بردن هویت تاریخی و قومی آنها است خود را از اردوگاه‌های شستشوی مغزی و کار اجباری چین رها کرده با حیثیت انسانی به زندگیشان ادامه دهند.
حکومت چین در سرکوب مسلمانان اویغور بسیار فعال بوده‌است؛ به‌طوری‌که از ۹۳۸ مدرسه زبان عربی که در سال ۱۹۸۹ مشغول به کار بودند آخرین مدرسه این گروه در ۱۹۹۶ توسط دولت چین تعطیل شد. در سال ۲۰۰۵ نیز ۳۷ دانش‌آموز به جرم آموختن اسلام در کلاس‌های آموزشی اسلام دستگیر شدند و دانشجویان به جرم اَعمال دینی از دانشگاه‌ها اخراج شدند. کارمندانی که نماز می‌خوانند از سر کار اخراج شده، امامان جمعه ۲۳۰۰۰ مسجد این ناحیه مجبورند نام و شمار نمازگزاران مساجد خود را به مقامات دولتی گزارش بدهند. گزارش‌ها حتی حاکی است که مسلمانان اویغور بیشتر تحت فشارند تا نوشیدنی الکلی بنوشند و در روزهای ماه رمضان غذا صرف کنند. سازمان عفو بین‌الملل معتقد است که ۵۰۰ اویغور از ۱۹۸۵ تاکنون به جرم «استقلال طلبی» اعدام شده‌اند.
در تجمع مسالمت‌آمیز مردم شهر اورومچی در ژوئیه ۲۰۰۹ به بهانه عدم رعایت حقوق اویغورها در دادگاه‌های چین، شمار کشته‌شدگان این حوادث بیش از ۱۴۰ تن و شمار مجروحان ۸۲۸ تن اعلام شد. حکومت چین مدعی است که مسئولیت این حوادث بر عهده کنگره جهانی اویغور و رهبر آن ربیعه قدیر است که در خارج از چین فعالیت می‌کند. در آن هنگام هیچ‌یک از اعضای سازمان کنفرانس اسلامی (از جمله سازمان‌های دولتی جمهوری اسلامی ایران) سخنی از اقلیت مسلمان اویغور که محور این اعتراضات هستند به میان نیاورده‌اند.

## نگارخانه

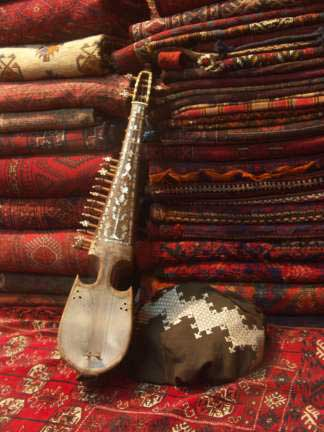
رباب، ساز اویغوری
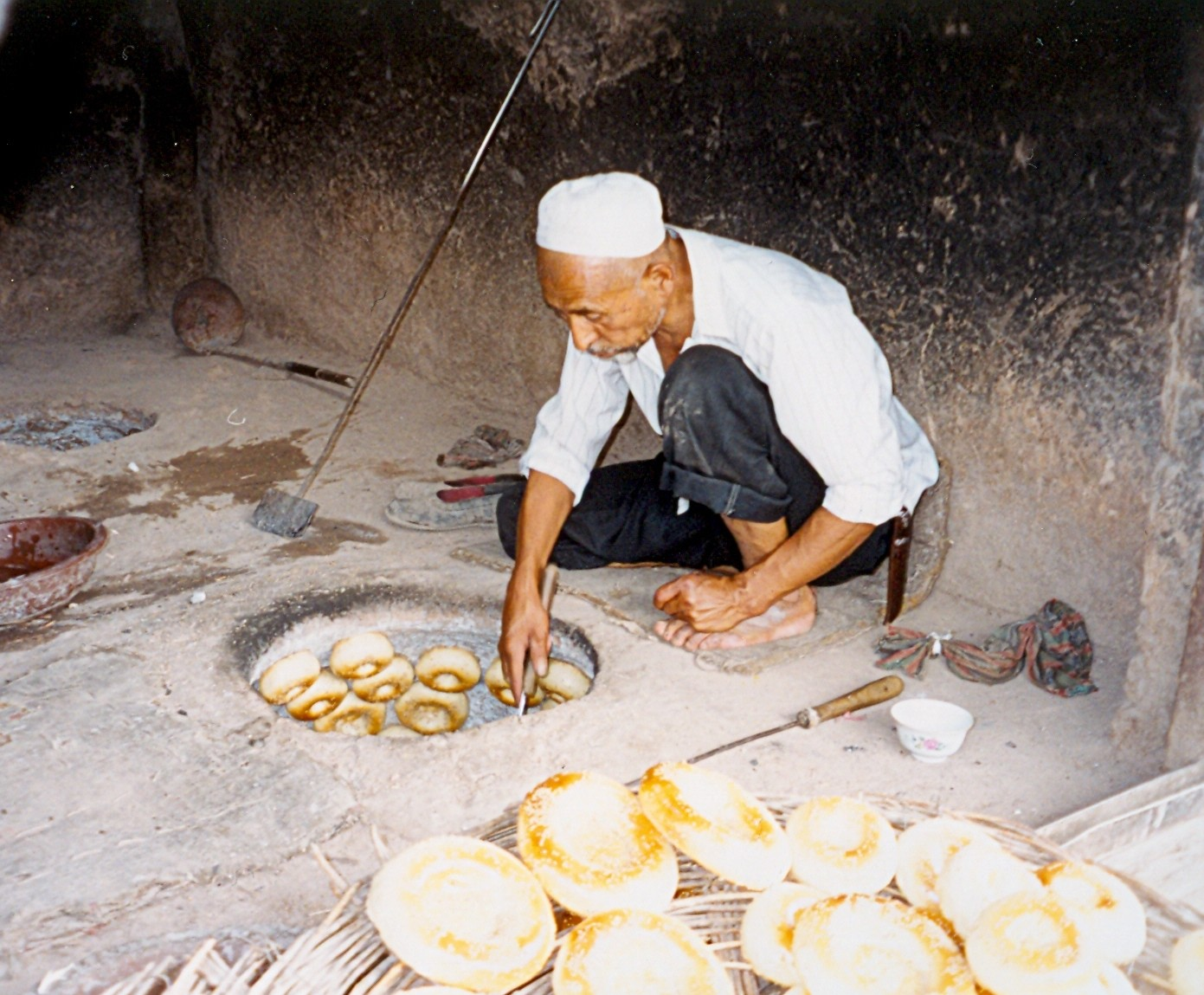
نانوای کاشغری
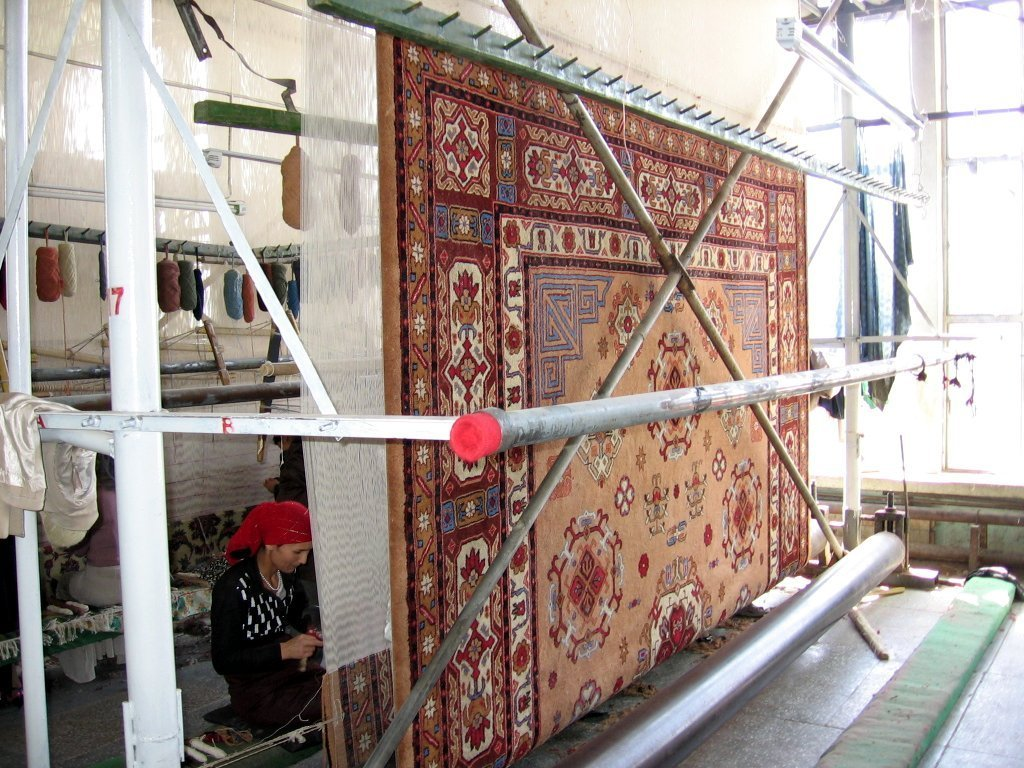
کارگاه قالی بافی اویغوری

## یادداشت
1. ↑  تعداد جمعیت اویغور بین مقامات چینی و منابع اویغور مورد مناقشه است.